# Distretto di Qilihe
Il distretto di Qilihe (七里河区S, Qīlǐhé QūP) è un distretto della Cina, situato nella provincia del Gansu.